# OoVoo
ooVoo war eine Telefon- und Videokonferenz-Software ähnlich wie Skype. ooVoo nutzt zur IP-Telefonie ein proprietäres Übertragungsprotokoll, das nicht zum offenen SIP oder dem – gleichfalls proprietären – Skype-Protokoll kompatibel ist. Das Programm wurde im Jahr 2007 veröffentlicht und hatte zwischenzeitlich weltweit mehr als 75 Millionen Nutzer. Der Betrieb wurde jedoch im November 2017 eingestellt.